# Ков'яги
Ков'яги — селище в Україні, у Валківській міській громаді Богодухівського району Харківської області.

## Географічне розташування
Відстань від міста Валки — 8 км. До селища Ков'яги примикають села Трохимівка та Халимонівка. Через Ков'яги проходять залізниця (станція Ков'яги) та автомобільна дорога Р22. На території селища кілька невеликих загат. Поруч великий склад ПММ із залізничною гілкою.

## Назва
Селище Ков'яги, за переказом, лежало на крутому повороті чумацького шляху. Цей закрут шляху на захід утворював начебто ков'ягу, ковіньку (палицю з загнутою ручкою). Від цього ніби й назва поселення. Другий переказ — про вільного козака-втікача Ков'ягу, який першим поселився тут, біля криниці (люди з прізвищем Ков'яга в селищі є й сьогодні).

## Історія
- 1724 рік - дата першої згадки села[4].
- 1860 рік — згадка про станцію Ков'яги Харківсько-Миколаївської залізниці.
- 18 жовтня 1941 року радянські війська залишили Ков'яги.
- 1968 рік — зміна статусу на селище міського типу.
- 12 червня 2020 року, розпорядженням Кабінету Міністрів України № 725-р «Про визначення адміністративних центрів та затвердження територій територіальних громад Харківської області», увійшло до складу Валківської міської громади.[5]
- 17 липня 2020 року, в результаті адміністративно-територіальної реформи та ліквідації Валківського району, селище увійшло до складу Богодухівського району[6].

## Населення
За даними на 1864 рік у казенній слободі Перекіпської волості Валківського повіту, мешкало 2933 особи (1444 чоловічої статі та 1489 — жіночої), налічувалось 411 дворових господарств, існувала православна церква.
За переписом 1897 року кількість мешканців зросла до 3665 осіб (1835 чоловічої статі та 1830 — жіночої), з яких 3632 — православної віри.
Станом на 1914 рік кількість мешканців зросла до 4518 осіб.

## Відомі особи
- У селищі народився і виріс письменник сучасності Віктор Пантелеймонович Гаман.
- Книга Мусій Іванович — український радянський зоотехнік, член-кореспондент ВАСГНІЛ (з 1956).
- Віктор Іванович Корж (1912—1978) — архітектор, автор проекту одного із сучасних символів міста Харкова — фонтану Дзеркальний струмінь, головний архітектор Харківської області в 1966 році[10].